# Tolstykhita
La tolstykhita és un mineral de la classe dels sulfurs. Rep el nom en honor de Nadezhda Dmitrievna Tolstykh (7 d'octubre de 1954), mineralogista russa de l'Institut Sobolev de Geologia i Mineralogia, per les seves contribucions a la mineralogia de l'or i del grup del platí.

## Característiques
La tolstykhita és un tel·lurur de fórmula química Au₃S₄Te₆. Va ser aprovada com a espècie vàlida per l'Associació Mineralògica Internacional l'any 2022, sent publicada en el mes de setembre del mateix any. Cristal·litza en el sistema triclínic.
L'exemplar que va servir per a determinar l'espècie, el que es coneix com a material tipus, es troba conservat a les col·leccions del Museu Mineralògic Fersmann, de l'Acadèmia de Ciències de Rússia, a Moscou (Rússia), amb el número de registre: 5795/1.

## Formació i jaciments
Va ser descoberta al jaciment de Gaching, a Maletoyvayam (Krai de Kamtxatka, Rússia), on es troba en forma de grans anèdrics individuals de fins a 0,05 mm, o com a intercreixements amb seleni natiu, tel·luri natiu i tripuhyita. Aquest indret és l'únic a tot el planeta on ha estat descrita aquesta espècie mineral.